# Siamo tutti là fuori
Siamo tutti là fuori è una canzone scritta ed interpretata da Dolcenera e prodotta da Lucio Fabbri per il primo album della cantante, Sorriso nucleare.

## La canzone
Il brano Siamo tutti là fuori è una canzone che mescola lo stile folk pop con l'influenza dei ritmi della pizzica salentina, musica etnica tipica della terra d'origine di Dolcenera. Un'altra caratteristica è la convivenza tra il rock e il pianoforte, suonato dalla stessa Dolcenera anche in occasione delle performance sul palco dell'Ariston.
Il testo parla della voglia di evasione di una generazione giovane, che si ritrova al sabato sera in cerca di leggerezza ed emozioni dopo la noia di una settimana come tutte le altre.
In un'intervista rilasciata al quotidiano la Repubblica, Dolcenera ha affermato di aver concepito il brano una sera, subito dopo essere tornata a casa da una passeggiata per le vie di Firenze, città nella quale si era trasferita per gli studi universitari: «Mentre camminavo tra piazza Duomo e Santa Croce vedevo avanzare queste frotte di ragazzi come me a braccetto fra di loro, vedevo i loro sorrisi, sentivo i loro discorsi. Perché le parole che noi giovani ci diciamo di notte sono diverse da quelle del giorno: sono confessioni sussurrate, intime, che ti addolciscono e ti fanno star male».
Il brano è stato molto amato dalla comunità gay, perché, come dichiarato dalla stessa Dolcenera, «raccontava della voglia di cercare la propria strada insieme, anche di notte, e questo si adatta bene allo stile di vita notturno del mondo gay e lesbico».
Nel 2006 Dolcenera ha inciso una nuova versione di Siamo tutti là fuori, in occasione della pubblicazione in Germania della raccolta Un mondo perfetto, che prende il nome dal suo secondo album.

## Il brano a Sanremo
Il brano è stato presentato per la prima volta durante il Festival di Sanremo 2003 nella categoria Nuove proposte. Dolcenera si era aggiudicata l'accesso al festival grazie alla vittoria del concorso televisivo Destinazione Sanremo. La canzone si è aggiudicata la vittoria nella propria categoria, ed ha ottenuto anche il premio Sala stampa Radio & TV.
La canzone è inclusa anche nella compilation di Sanremo, intitolata Sanremo 2003.

## Tracce
Il CD singolo contiene anche il brano Solo tu, che era già stato pubblicato come singolo nel 2002, e la reinterpretazione Piccola stella senza cielo, di Luciano Ligabue. Tutte le tracce sono contenute anche nell'album Sorriso nucleare.
1. Siamo tutti là fuori – 4:12 (Dolcenera)
2. Solo tu – 3:26 (Dolcenera)
3. Piccola stella senza cielo – 3:46 (Luciano Ligabue)

Durata totale: 11:24

## Musicisti
- Dolcenera: pianoforte, voce.
- Roberto Gualdi: batteria.
- Lucio Fabbri: chitarre, basso, ARP 2600, mandolino, violino, viola, violoncello.
- Maurizio Lotito: tammorra.

## Classifica
| Posizione | 10 | 15 | 20 |